# Bassina yatei
Bassina yatei là một loài thân mềm hai mảnh vỏ trong họ Veneridae.